# Sudeste Asiático
O Sudeste Asiático é uma das seis regiões da Ásia e engloba uma parte do continente, incluindo a Indochina e uma grande quantidade de ilhas.
Os países agrupados nesta região são Brunei, Camboja, Filipinas, Laos, Malásia, Mianmar, Singapura, Tailândia, Timor-Leste, Vietnã e Indonésia — apesar de algumas de suas ilhas serem consideradas parte da Oceania.
Estes países estão organizados na Associação de Nações do Sudeste Asiático (ASEAN).

## Geografia
O Sudeste Asiático abrange duas penínsulas, a da Indochina onde encontramos cinco países como: Mianmar (anteriormente conhecido como Birmânia), Tailândia, Camboja, Laos, Vietnã, Indonésia, Brunei e Timor-Leste. Singapura é o único país dessa região considerado sob a óptica da economia como um dos tigres asiáticos da região. Enquanto a Indonésia é membro pleno do BRICS (grupo dos mais destacados países emergentes) desde janeiro de 2025.

### Relevo e hidrografia
O relevo do Sudeste Asiático nos domínios peninsulares é marcado pelo predomínio de baixos planaltos e planícies. Essas terras baixas são drenadas por cursos de água de grande importância regional, como, por exemplo, o Mekong, que banha terras de Mianmar, Laos, Tailândia, Camboja e Vietnã, sendo que no Vietnã ele forma um amplo delta, antes de desembocar no Mar da China Meridional.
O domínio do arquipélago é marcado pela presença de conjuntos montanhosos de origem terciária, com intensa atividade vulcânica e sísmica. Isso resulta do fato de as ilhas que compõem o território estarem localizadas em uma faixa de terra do planeta — denominada de Círculo de fogo do Pacífico — situada sobre zonas de contato entre placas tectônicas existentes na crosta.
Assim, nessa região, constata-se a ocorrência de vulcões, inclusive ativos, como o Krakatoa, que entrou em erupção pela última vez em 1886, de terremotos e de maremotos, como o que ocorreu em 2004, provocando a formação de ondas gigantescas (tsunamis), que ocasionaram grandes desastres em vários países da região. As causas e implicações decorrentes desse desastre, que gerou a morte de mais de 150 mil pessoas no Sudeste Asiático e no subcontinente indiano, têm sido alvo de ampla divulgação na mídia e de solidariedade internacional. Em que pese essa solidariedade, o nível da construção provocado em alguns países da região indica que a reconstrução de suas economias ainda vai levar muito tempo para se recuperar.

### Clima e vegetação
Nos domínios peninsulares do Sudeste Asiático predomina o clima tropical úmido sujeito ao regime de monções, o que favorece a ocorrência de florestas tropicais. No domínio do arquipélago, constata-se a existência do clima equatorial, o que contribui para que grande parte do seu território seja coberta, a exemplo do que ocorre na Amazônia, na América do Sul, e no Congo, África, por uma exuberante floresta equatorial.